# Theodor Walter (Lehrer, 1869)
Theodor Walter (* 16. Juni 1869 in Bockenheim; † 15. März 1933 ebenda) war ein deutscher Lehrer und Mitglied des Provinziallandtages der Provinz Hessen-Nassau.

## Leben
Theodor Walter war nach seiner Schulausbildung zunächst in der lithographischen Kunstanstalt Dondorf in Frankfurt/Main beschäftigt und kam 1909/1910 als Fachlehrer für graphische Gewerbe an die Frankfurter Fortbildungshochschule. Dort stieg er 1920 zum Fachschuldirektor auf. 1925 wurde ihm als Direktor die Leitung der Berufsschule III für Graphik und gestaltendes Gewerbe übertragen.
Walter engagierte sich politisch, trat der Freisinnigen Volkspartei bei, aus der nach der Novemberrevolution die Deutsche Demokratische Partei entstand. 
Vom Jahresbeginn 1912 bis 1924 hatte er ein Mandat für die Frankfurter Stadtverordnetenversammlung.
1930 wurde er als Nachfolger des Abgeordneten Hans Trumpler Mitglied des Nassauischen Kommunallandtags bzw. des Provinziallandtages der Provinz Hessen-Nassau.
Für den Stadtkreis Frankfurt saß er 1931/1932 in den Parlamenten, wo er Vorsitzender und Sprecher der DDP-Fraktion war. Dazu gehörte er von 1930 bis 1932 dem Ältesten-, Geschäftsordnungs-, Beamten- und Eingabeausschuss an.

### Öffentliche Ämter
- Mitglied der Berufsschuldeputation
- Mitglied des Frankfurter Gewerbevereins